# Айла (деревня)
А́йла (эст. Aila) — деревня на севере Эстонии в волости Сауэ уезда Харьюмаа. На севере и востоке деревня граничит с Валингу, на юго-востоке с Туула, на юге и западе с Йыгисоо. В 2012 году население деревни составляло 144 человека. Старейшина деревни — Янис Иваск.

## История

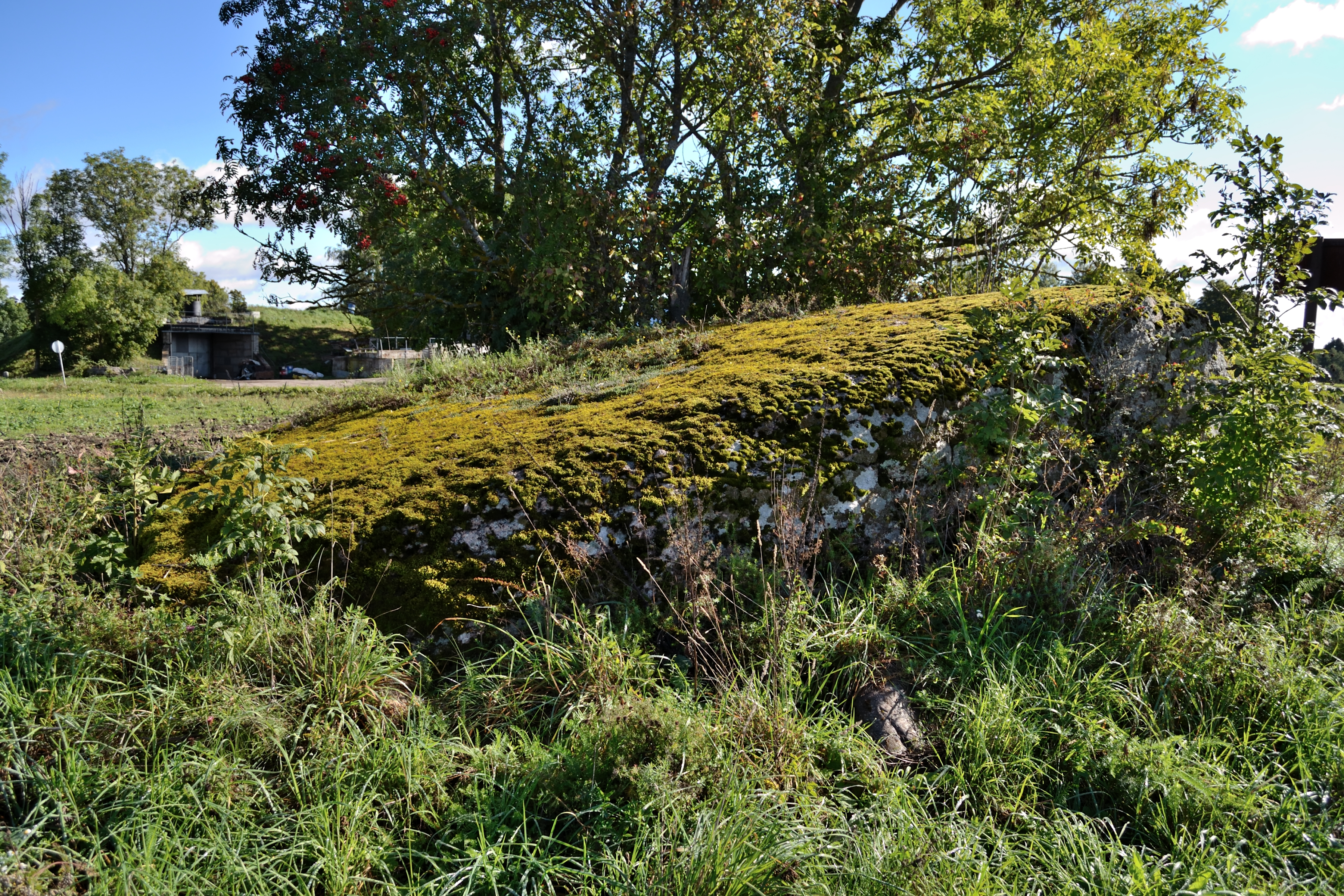
Ритуальный камень в Айла

На территории деревни было обнаружено четыре культовых камня. Данные объекты представляют археологическую ценность и охраняются государством.
Первые упоминания о деревне содержатся в датской поземельной книге 1241 года. Поселение в ней упоминается под названием Akiolæ.

## Население
| 2005 | 2006  | 2007  | 2008  | 2009  | 2010  | 2011  | 2012  |
| ---- | ----- | ----- | ----- | ----- | ----- | ----- | ----- |
| 131  | ↗ 144 | ↘ 142 | ↘ 137 | ↗ 141 | ↗ 155 | ↗ 161 | ↘ 144 |

## Транспорт
В Айла останавливается коммерческий рейсовый автобус №256, следующий из Таллина в Турба. Во время учебного года здесь также останавливается автобус S5, следующий из Йыгисоо в Сауэ.